# Indska civilizacija
Indska civilizacija, po prvem izkopanem mestu Harapa včasih tudi Harapska civilizacija, 2800–1800 pr. n. št., je bila starodavna civilizacija ob bregovih rek Ind in Ghagar-Hakra v današnjem Pakistanu. V zadnjem času v luči novih dognanj hindujski nacionalisti vztrajajo, da bi bil izraz preimenovan v Sarasvatijska civilizacija.

## Prva mesta
Prva mesta nasploh so se razvila pred približno 5000 leti ob rekah Evfrat in Tigris v starodavni Sumeriji, danes delu Iraka. Pred 4500 leti so začela mesta vznikati tudi drugod, ob bregovih reke Nil v Egiptu ter ob Indu in njegovih pritokih v Pakistanu. Za vsa starodavna mesta na tem območju je bilo značilno to kar je značilno za sodobna mesta: gosto naseljen življenjski prostor - velike, mogočne stavbe ter trgovske in proizvodne četrti. Ko so rečno vodo speljali v dovršeno mrežo namakalnih kanalov, se je nekoč izsušena pokrajina spremenila v rodovitna polja, kjer so pridelali dovolj hrane za lokalno prebivalstvo. Mesto je često obdajalo mogočno obzidje, ki je prebivalce ščitilo pred napadi sovražnikov. Znotraj mesta so stali veličastni templji in palače, pa tudi manjše hiše v katerih je živela večina navadnega prebivalstva. Približno z nastankom prvih mest se je razvila tudi pisava. Pisalo se je na glinene plošče, ki so jih žgali ali sušili na soncu. Poleg tega so zapise klesali v kamen, pisali pa so tudi na papirus.
S preučevanjem pisnih virov in na podlagi podatkov, ki so jih razkrila skrbna izkopavanja v Harapi, Mohendžu-daru, Kalibanganu, Lothalu in Dholavire, se je arheologom posrečilo razrešiti uganke mnogih starodavnih mest, ki so danes večinoma le še ruševine v pesku. Naše razumevanje indske civilizacije se je povečalo, vendar mnoge uganke še vedno ostajajo. Nekoč bo indska pisava razvozlana in bodo strokovnjaki lahko prevedli napise. Potem bodo lahko arheologi dopolnili mozaik z novimi koščki.

## Kmetovanje
Spričo rednega poplavljanja reke Ind so se na okoliški zemlji nabirale plasti blata. Z leti se je raven terena zvišala. Danes ležijo prva indska polja globoko pod površjem, vseeno pa so našli eno pri Kalibanganu. Kakšne rastline so gojili in kakšne živali so gojili vemo po živalskih kosteh in rastlinskih ostankih iz različnih najdišč. Na koščkih gline in lončenine se poznajo odtisi žita in tkanin. To kaže, da so pridelovali pšenico, ječmen in bombaž, iz katerega so izdelovali tkanine. Drugi vir podatkov so pečati, na katerih so često upodobljene živali. Poleg tega so izdelovali kipce živali, ljudi in vozil. Nekateri bi lahko bili za igračo, drugi bi lahko imeli religiozen pomen. Različni dokazi kažejo, da živali, ki so jih redili v času indske civilizacije, niso bile dosti drugačne od teh, ki jih tu srečujemo danes: ovce, koze, govedo in bivoli. Poleg tega so se tu klatile tudi mnoge divje živali, med njimi gazele, nosorogi in sloni.

## Čezmorska trgovina
Arheološka izkopavanja v zadnjih osmih desetletjih so nam razkrila več kot le bežen pogled v indsko civilizacijo. Glede najdišč ob morski obali in na severu v Afganistanu je obveljalo, da gre za trgovske postojanke, kar kaže, kako pomembna je bila trgovina za indsko civilizacijo. Uvažali so različne vrste lesa in kamna, pa tudi poldrago kamenje in kovine. V zameno za to blago pa so izvažali lastne proizvode. Trgovali so z bombažem, volnenimi tkaninami, žitaricami in dragocenimi koraldami. To sklepajo po dokazih o trgovanju med Indsko civilizacijo in Sumerci: na sumerskih najdiščih so našli indske pečate in koralde. Poleg tega sumerske besedila omenjajo z blagom naložene ladje, češ da prihajajo v Sumerijo iz kraja, imenovanega Meluhha, kar naj bi po splošnem prepričanju pomenilo indsko civilizacijo.